# Comunidad de comunas del Pays de Bâgé
La comunidad de comunas del Pays de Bâgé (en francés communauté de communes du Pays de Bâgé), era una estructura intercomunal francesa del departamento de Ain en la región de Auvernia-Ródano-Alpes. 

## Historia
Fue creada el 31 de diciembre de 1997, a partir del Sindicato intercomunal multipropósito (en francés syndicat intercommunal à vocations multiples - SIVOM) del cantón de Bâgé-le-Châtel con la unión de nueve de las diez comunas del antiguo cantón de Bâgé-le-Châtel, y que actualmente forman parte del cantón de Replonges. El 1 de enero de 2017, desapareció a favor de la comunidad de comunas Bresse et Saône.

## Nombre
Debe su nombre a que la comunidad se halla en el área de influencia de la comuna de su nombre, Bâgé-le-Châtel.

## Composición
La comunidad de comunas reagrupa 9 comunas:
| Comuna              | Código INSEE | Cantón         | Población (2012) | Superficie (km²) | Densidad (hab./km²) |
| ------------------- | ------------ | -------------- | ---------------- | ---------------- | ------------------- |
| Asnières-sur-Saône  | 01023        | Bâgé-le-Châtel | 72               | 4068             | 15                  |
| Bâgé-la-Ville       | 01025        | Bâgé-le-Châtel | 3130             | 39.68            | 79                  |
| Bâgé-le-Châtel      | 01026        | Bâgé-le-Châtel | 829              | 0.88             | 942                 |
| Dommartin           | 01144        | Bâgé-le-Châtel | 872              | 17.19            | 51                  |
| Feillens            | 01159        | Bâgé-le-Châtel | 3147             | 14.91            | 211                 |
| Manziat             | 01231        | Bâgé-le-Châtel | 1940             | 12.63            | 154                 |
| Replonges           | 01320        | Bâgé-le-Châtel | 3644             | 16.60            | 220                 |
| Saint-André-de-Bâgé | 01332        | Bâgé-le-Châtel | 684              | 2.70             | 253                 |
| Vésines             | 01439        | Bâgé-le-Châtel | 99               | 3.88             | 26                  |

## Competencias
La comunidad era un organismo público de cooperación intercomunal.
Sus recursos provienen del impuesto sobre los rendimientos del trabajo único, del sistema de contribuciones que se aplica a los residuos y asignaciones y subvenciones de diversos socios.
Sus competencias en general se centran en el desarrollo económico, medio ambiental, de empleo y los servicios comunitarios a los habitantes:
- Ordenación del Territorio
  - Plan de Coherencia Territorial (SCOT, en francés).
  - Plan Sectorial.
- Desarrollo y organización económica
  - Acción de desarrollo económico de las actividades industriales, comerciales o de empleo, (apoyo de las actividades agrícolas y forestales...).
  - Creación, organización, mantenimiento y gestión de zonas de actividades industriales, comerciales, terciario, artesanal o turístico.
- Desarrollo y organización social y cultural
  - Actividades culturales y socioculturales.
  - Actividades deportivas.
  - Construcción y/u organización, mantenimiento, gestión de equipamientos o establecimientos culturales, socioculturales, socioeducativos, deportivos…, etc.
  - Transporte escolar.
- Medio ambiente
  - Saneamiento no colectivo.
  - Recogida y tratamiento de los residuos urbanos y asimilados.
  - Protección y valorización del Medio Ambiente.
- Vivienda y hábitat
  - Programa local del hábitat.
- Servicio de vías públicas
  - Creación, organización y mantenimiento del servicio de vías públicas.
- Otros
  - Adquisición comunal de material.
  - Informática, Talleres vecinales.